# Vígh-Kiss Erika Rozália
Vígh-Kiss Erika Rozália (Mezőcsát, 1966. június 5.[forrás?] –) matematikatanár, tehetségfejlesztő tanár.

## Élete
Általános iskolai és középiskolai tanulmányait Mezőcsáton végezte. 1989-ben az egri Eszterházy Károly Tanárképző Főiskola (régi nevén Ho Si Minh Tanárképző Főiskola) matematika-orosz szakán végzett, azóta dolgozik tanárként.
További végzettségei: okleveles matematikatanár (SZTE, 2012), tehetségfejlesztő tanár (EKE, 2012). 2017-ben matematika területén mérés és értékelő szakvizsgát szerzett (SZTE), 2021-ben pedig neveléstudományból doktori fokozatot szerzett. Doktori értekezésének témája: A fejben szorzás stratégiáinak vizsgálata 10-12 éves tanulók körében.
Jelenleg (2024) a Pannon Egyetem Humántudományi Kar Neveléstudományi Intézet adjunktusa, emellett a budapesti Balassi Bálint Nyolcévfolyamos Gimnáziumban és az Online Magyar Iskolában tanít.
2009-ben Beöthy Zsoltról írt kismonográfiájáért Jókai-díjat kapott.

## Megjelent versei
- Kuczmann Erika versei
- Dr. Vígh-Kiss Erika Rozália: Itt a mutatványos